# Minjon
Minjon of Miniatuur Jeugd Omroep Nederland werd op 1 oktober 1953 opgericht als jeugdafdeling van de AVRO-radio. Minjon heeft bestaan tot 1970. Ook in de jaren tachtig is Minjon (of "Minjon 2") nog een aantal jaren actief geweest.

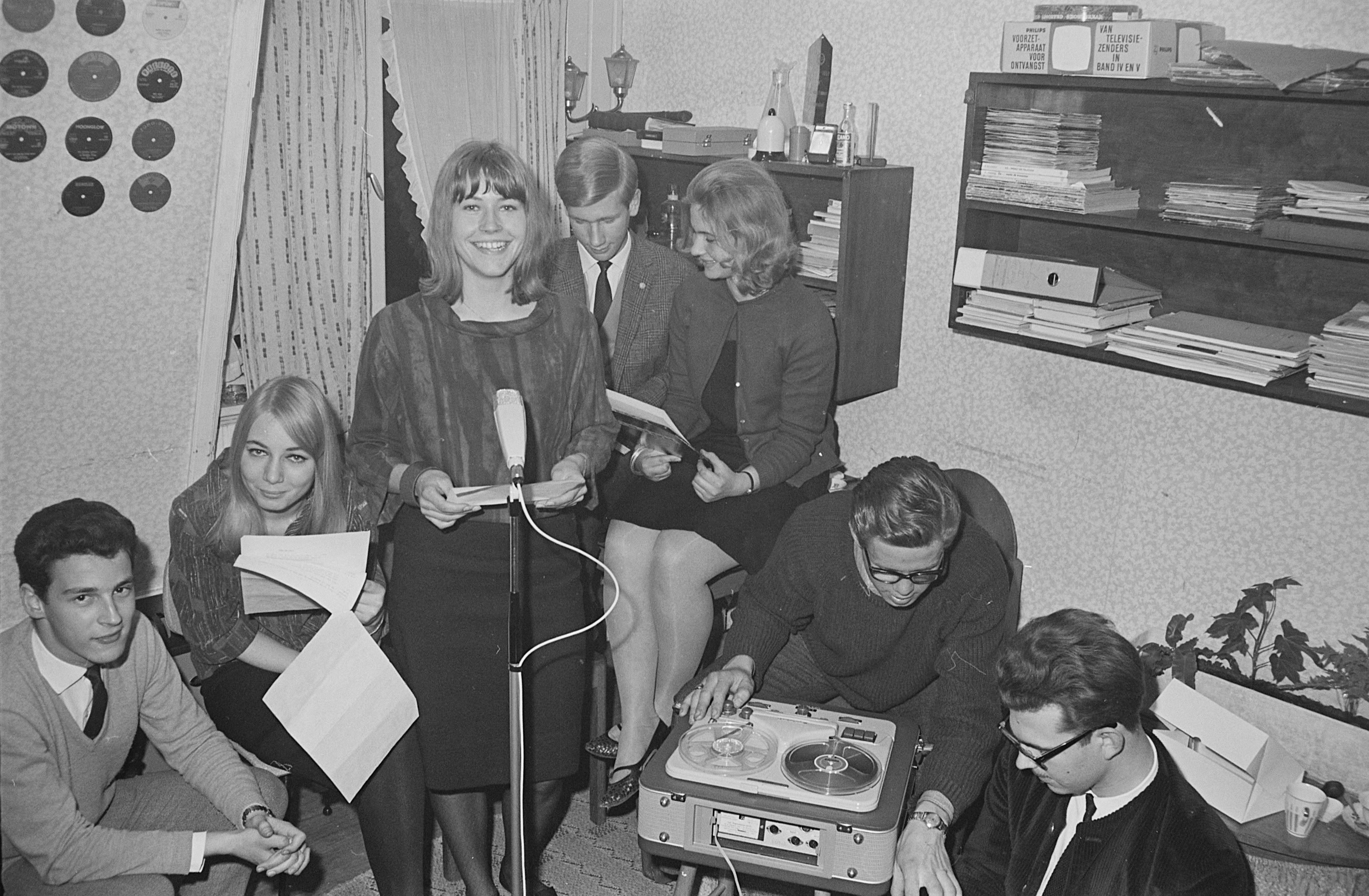
Haarlemse afdeling van Minjon in 1964

Hier konden  jongeren, onder professionele begeleiding, hun eigen radioprogramma maken, dat werd uitgezonden onder de titel Op De Jonge Golf. Minjon was een initiatief van Herman Broekhuizen, die zich al met jeugdprogramma's bezighield, en bijvoorbeeld samen met Lily Petersen het programma Kleutertje luister maakte. Bij aanvang kon hij niet bevroeden dat zich in de loop der jaren vele honderden jongeren, die gefascineerd waren door het fenomeen 'radio', zouden aansluiten bij het nogal padvinderachtige initiatief - dat in plaatselijke afdelingen was verdeeld, elk onder leiding van een 'consul'. Minjon werd aldus een kweekvijver voor de gehele Nederlandse omroep, en vormde onbedoeld een groot informeel netwerk, dat minstens vijftig jaar functioneerde.
Meteen bij de oprichting van Minjon zag ook de "Micro Avrobode" het levenslicht. Dit blad zou wekelijks verslag doen van zaken gerelateerd aan Minjon.
Op 4 oktober 2003 vond, in aanwezigheid van Herman Broekhuizen (1922), vijftig jaar na de oprichting van Minjon de laatste reünie plaats in Studio 1 van het voormalige AVRO-complex aan de 's-Gravelandseweg 52 te Hilversum.
Bekende Minjonners-van-het-eerste-uur zijn: Marga van Arnhem, Mireille Bekooij, Peter Blanker, Kees Boomkens, Ruud Bos, Gerrit den Braber, Jos Brink, Eef Brouwers, Cees van Drongelen, Anne van Egmond, Bram van Erkel, Ad 's-Gravesande, Paul Haenen, Eugenie Herlaar, Klaas Jan Hindriks, Henk van Hoorn, Audrey van der Jagt, Catherine Keyl, Rob Klaasman, Wouter Klootwijk, Donald de Marcas, Felix Meurders, Edvard Niessing, Han Peekel, Koos Postema, George Tor, Dick Slootweg, Will Simon, Joop Stokkermans, Theo Stokkink, Theo Strengers, Theo Uittenbogaard, Skip Voogd, Loes Vos, Willem Wolthuis, Hans van Zijl en Joop van Zijl.
Enkele deelnemers van Minjon, uit de jaren tachtig, waren o.a., Michael Bakker, André Buurma, Harm Edens, Bert Johan van Goor, Hildo Lamb, Richard Lamb, Nada van Nie, Ingeborg Wieten, Femke Wolthuis, Andre van der Toorn, Lenneke Willemse, Peter Felius, Erik van Prooien, Lasca Ten Kate, Ben Gieskes, Ellen Letsch, Walter Eckringa, Maarten Weert, Machteld Smits, Max Rauch, John Twigt, Chantal Schaepkens. 

## JARO

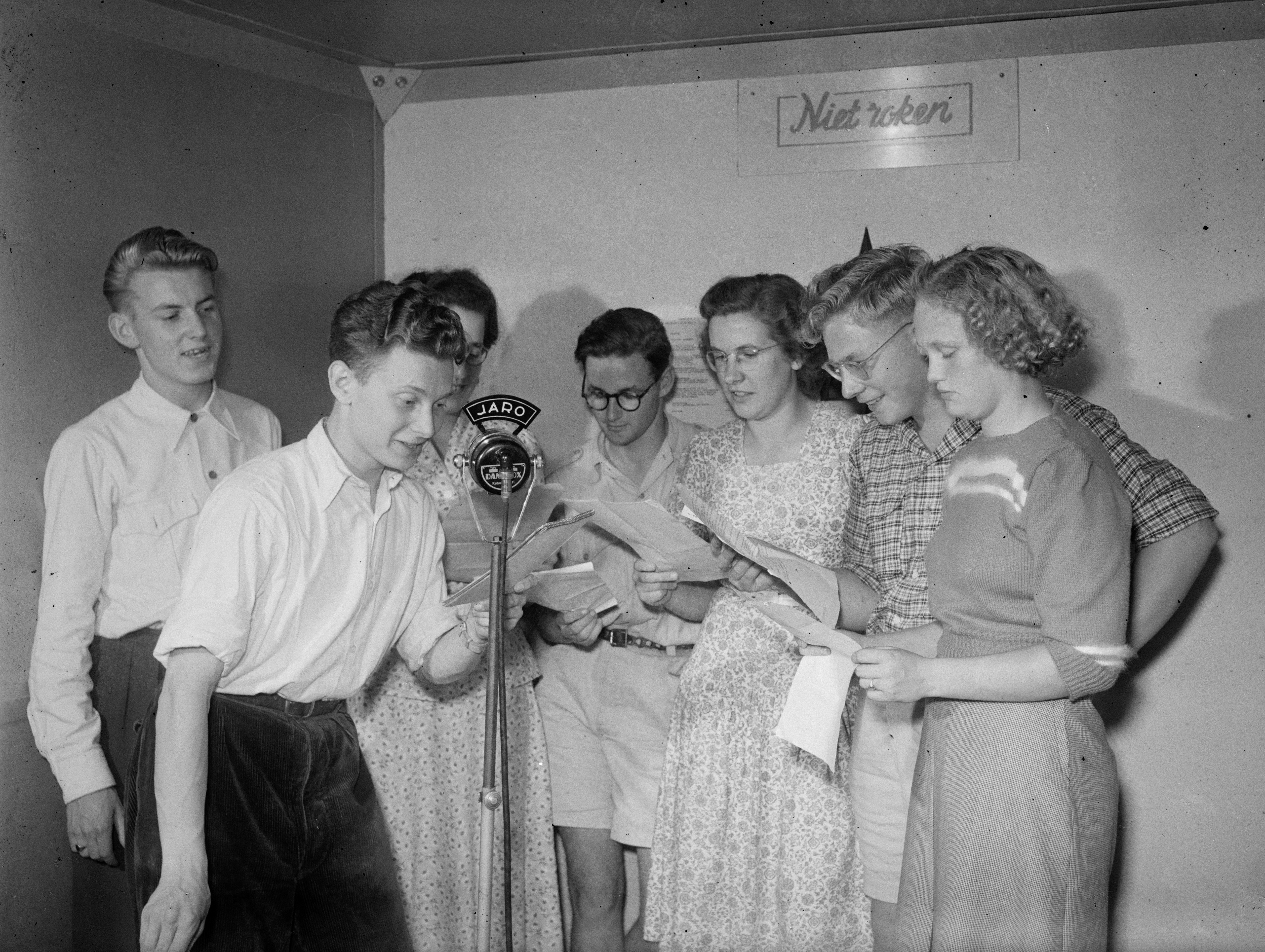
JARO groepje in 1949

Minjon was eigenlijk het gevolg van een initiatief van Kees van Maasdam, die op 12 januari 1949 in Haarlem de J.A.R.O. oprichtte. Deze Jeugd Amateurs Radio Omroep werd geboren uit idealistische motieven; het zou een aparte omroepvereniging moeten worden, die jongeren van alle gezindten zou binden en een stem zou geven. Het zou zelfs geen nationale omroepvereniging moeten worden, maar op zijn minst een Europees station. Met uitzendingen via de korte golf. Daartoe werd zelfs een afdeling in Genève opgericht.
De vereniging omvatte kort na de oprichting 60 leden, die wekelijks elk 10 cent contributie bijdroegen, en geld verzamelden om een studiootje in het huis van Kees van Maasdams ouders te Haarlem te kunnen inrichten. Onder hen: Herman Broekhuizen, Joop van Zijl, Donald de Marcas, Greetje Kauffeld en Dick Verkijk, die later allen hun weg vonden bij de publieke omroep. In 1950 sloot Herman Stok, met wie Van Maasdam een relatie kreeg, aan bij JARO.
Het eerste programma, dat in dat studiootje op lakplaten werd opgenomen en handelde over de wederopbouw werd, als een soort 'pilot', aan de V.P.R.O.-radio aangeboden en daar uitgezonden.
De duizend gulden subsidie die het Prins Bernhardfonds bijdroeg om de omroep van de grond te krijgen, bleek onvoldoende. In 1952 werd de J.A.R.O. opgeheven. Herman Broekhuizen nam het idee mee, bracht het onder bij de AVRO en noemde het Op de Jonge Golf.

## Trivia
Eind jaren tachtig kwam de AVRO met Wordt Vervolgd Radio als opvolger van Minjon.
Een soortgelijk initiatief voor jongeren bij een andere omroep was Club Veronica.